# Молочні зуби (фільм)
«Моло́чні зу́би» (англ. «Babyteeth») — австралійський драматичний фільм 2019 року, знятий режисеркою Шеннон Мерфі за сценарієм Ріти Калнеджайс за її однойменною п'єсою. У головних ролях — Еліза Сканлен і Тобі Уоллес. Прем'єра фільму відбулася на 76-му Венеційському кінофестивалі (4 вересня 2019 року), де фільм брав участь в основній конкурсній програмі.
В Україні у кінопрокаті фільм не демонструвався.

## Сюжет
Онкохвора дівчина-підліток Мілла, намагаючись відчути смак життя, знайомиться з наркоманом Моісеєм, в якого закохується. Ці відносини не влаштовують батьків дівчини, у яких теж не все добре…

## У ролях
- Еліза Сканлен у ролі Мілли Фінлей
- Тобі Уоллес у ролі Моісея
- Бен Мендельсон у ролі Генрі Фінлея
- Ессі Девіс — Анна Фінлей
- Емілі Барклай — Тобі
- Чарльз Граундс — Дін
- Арка Дас — Шон
- Андреа Деметріадіс — Дженні
- Прісцилла Доуехі — Каті
- Джорджина Саймс — Поллі

## Знімальна група
- Режисер: Шеннон Мерфі
- Оператор: Ендрю Комміс
- Сценарист: Ріта Калнеджайс
- Продюсери: Алекс Уайт і Ян Чапман
- Композитор: Аманда Браун
- Художник-постановник: Ширі Філліпс
- Кастинг-директори: Кірсті МакГрегор і Стіві Рей

## Відгуки
На вебсайті агрегатора рецензій Rotten Tomatoes фільм має рейтинг схвалення 93 % — на основі 149 відгуків із середнім рейтингом 7,6 із 10 (станом на серпень 2021).
На сайті Metacritic — має оцінку 77 зі 100 на основі відгуків 29 критиків (станом на серпень 2021).
На сайті Kino-teatr.ua — має оцінку 9,7 із 10 на основі 3 голосів (станом на серпень 2021).

## Нагороди
- На 76-му Венеційському кінофестивалі Тобі Уоллес за роль у фільмі отримав Премію Марчелло Мастроянні.